# Majjhima Nikaya
Majjhima Nikaya (Pali: majjhimanikāya; Coleção de Discursos Médios) é o segundo dos cinco nikayas, ou coleções, do Sutta Pitaka. Este nikaya consiste de 152 discursos, e se destaca dos demais livros do Sutta Pitaka por ser uma coleção que combina uma rica variedade de contextos em que os discursos foram proferidos com um conjunto profundo e abrangente de ensinamentos.

## Estructura e conteúdo
O Majjhima Nikaya consiste em 152 discursos divididos em trez pannasa (grupos de 50):
- Mula Panassa - 50 suttas
- Majjima Panassa - 50 suttas
- Upari Panassa - 52 suttas

## Suttas do Majjhima Nikaya
| Número | Título em Pali     | Título Traduzido                                      | Descripção |
| ------ | ------------------ | ----------------------------------------------------- | ---------- |
| MN 1   | Mulapariyaya Sutta | Sobre a origem da Consciência                         |            |
| MN 2   | Sabbasava Sutta    | Sobre todas as Fermentações                           |            |
| MN 3   | Dhammadayada Sutta | Sobre a preferibilidade do Dhamma aos desejos físicos |            |